# Самсонов, Александр Абрамович
Самсонов, Александр Абрамович (1900—1951) — гвардии генерал-майор.
Принимал участие в боях за освобождении Ленинграда. Награждён медалью «За оборону Ленинграда».

## Биография
Родился 22 июня 1900 года в Тобольской губернии, Тюкалинского уезда, Больше-Песчанской волости, д. Котине.

В Красной Армии с 18 июня 1920 года.
Член ВКП(б) с 1920 года.
Умер 8 сентября 1951 года, похоронен на Шуваловском кладбище в Санкт-Петербурге.

### Звания и военная карьера
Гвардии генерал-майор (07.12.1942); генерал-майор; полковник;
Добровольно вступил в Вооруженные Силы.

23-я армия (СССР) (80 сд, ЛенФ), 21-я армия (СССР) (штаб, ЛенФ), 4-я гвардейская армия, 54-я армия (СССР)
Бригадный комиссар 23-я армии 13.12.1941—31.03.1942, 54-й армии 31.03.1942—13.09.1942.

### Награды
- Орден Ленина (06.11.1945) (Указ Президиума ВС СССР от 06.11.1945)
- Орден Красной Звезды (07.04.1940) (Указ Президиума ВС СССР от 07.04.1940)
- Орден Красного Знамени (06.02.1942) (Указ Президиума ВС СССР от 06.02.1942)
- Орден Красного Знамени (22.06.1944) (Указ Президиума ВС СССР от 22.06.1944)
- Орден Красного Знамени (21.02.1945) (Указ Президиума ВС СССР от 21.02.1945)
- Орден Красного Знамени (06.04.1945) (Указ Президиума ВС СССР от 06.04.1945)
- Орден Кутузова II степени (29.05.1945) (Указ Президиума ВС СССР от 29.05.1945)
- Медаль «За оборону Ленинграда» (22.12.1942) (Приказ подразделения 23 А от 01.06.1943 в соответствии с Указом Президиума ВС СССР от 22.12.1942)
- Медаль «За освобождение Праги»
- Медаль «За победу над Германией в Великой Отечественной войне 1941—1945 гг.» (09.05.1945) (Указ Президиума ВС СССР от 09.05.1945)

Могила Самсонова на Шуваловском кладбище Санкт-Петербурга.